# Interpret Europe
Interpret Europe – European Association for Heritage Interpretation (Interpretiraj Europu - europsko udruženje za interpretaciju baštine) međunarodna je neprofitna organizacija registrirana u Njemačkoj 2010. godine. Članovi organizacije su udruge, institucije, tvrtke i fizičke osobe. Oko 90% članova je iz Europe.

## Povijest
Interpretacija baštine se razvila u nacionalnim parkovima Sjedinjenih Američkih Država u prvom dijelu 20. stoljeća i prvi ju je definirao Freeman Tilden 1957. Prva nacionalna udruga u Europi bila je Society for the Interpretation of Britain's Heritage (Društvo za interpretaciju britanske baštine), osnovano 1975. Udruženje Interpret Europe se razvilo kao otvorena mreža 2000. godine, dok je udruga i službeno osnovana 14. srpnja 2010. u Sloveniji.

## Organizacija
Interpret Europe djeluje kao dualistički sustav s Izvršnim odborom direktora i Nadzornim odborom. Odbor direktora upravlja organizacijom i sačinjavaju ga barem dva člana. Nadzorni odbor bira Glavna skupština koja mora odobriti aktivnosti Odbora direktora i Nadzornog odbora.

## Ciljevi
Interpret Europe potiče istraživanja i praktičan rad na polju interpretacije baštine.
Interpretacija baštine je neformalan pristup koji potiče ljude da tragaju za značenjem prirodne i kulturne baštine kroz vlastita iskustva na baštinskim lokalitetima, kroz predmete ili događaje. To je pristup koji se koristi diljem svijeta, uglavnom na zaštićenim područjima, spomenicima, u muzejima te zoološkim i botaničkim vrtovima. 
Interpret Europe se promovira kao europska platforma za suradnju i razmjenu za takve institucije, kao i za sveučilišta na kojima se podučava interpretacija baštine. 

## Aktivnosti
Interpret Europe održava konferencije, sudjeluje u međunarodnim projektima i organizira obuku. 
Konferencije se obično sastoje od stotinjak prezentacija, radionica i studijskih posjeta kojima pridonosi većina sudionika konferencija. Konferencije Interpret Europe su se dosad održale u Njemačkoj (2011.), Italiji (2012.), Švedskoj (2013.), Hrvatskoj (2014.), Poljskoj (2015.), Belgiji (2016.), Ujedinjenom Kraljevstvu (2017.), Mađarskoj (2018.) i Bosni i Hercegovini (2019.).
Konferencija Interpret Europe 2016. u Belgiji je kao središnju temu imala "Interpretacija baštine - za budućnost Europe" i bila je posvećena pitanju kako iskustva posjete povijesnih lokaliteta doprinose učenju tema kao što su ljudska prava, aktivno građanstvo i mir. Ova konferencija potaknula je inicijativu  “Engaging citizens with Europe’s cultural heritage” nagrađenu s European Union’s Altiero Spinelli Prize 2017  Arhivirana inačica izvorne stranice od 27. travnja 2021. (Wayback Machine).
Međunarodni projekti su usmjereni na brojna područja vezana uz temu interpretacije baštine, uključjujući razvoj europskog kriterija kvalitete (LEADER projekt “Transinterpret”, Leonardo projekt “TOPAS”), razvoj ponude trenerskih tečaja (Leonardo projekt “HeriQ”, Erasmus+ “DELPHI” Project), rad sa specifičnom publikom (Grundtvig projekt “HISA”) i pristup učenju baziran na kompetencijama (Leonardo projekt “IOEH”, Grundtvig projekt “InHerit”).
Obuka se organizira na raznim jezicima i trenutno se fokusira na obuku vodiča i trenera vodiča u lokalitetima koji prihvaćaju goste, poput parkova ili muzeja.

## Suradnja
Interpret Europe je dio globalne suradnje s European Heritage Alliance, Climate Heritage Network i European Union’s Expert Group for Cultural Heritage (Cultural Heritage Forum). Dio je Global Alliance for Heritage Interpretation, surađuje s National Association for Interpretation (USA)  Arhivirana inačica izvorne stranice od 13. veljače 2020. (Wayback Machine), Interpretation Canada  Arhivirana inačica izvorne stranice od 29. ožujka 2020. (Wayback Machine), Interpretation Australia i drugim mrežama i inicijativama.
U Europi je udruga povezana s Associação de Interpretação do Património Natural e Cultural  Arhivirana inačica izvorne stranice od 14. listopada 2020. (Wayback Machine) (Portugal), Asociación para la Interpretación del Patrimonio  Arhivirana inačica izvorne stranice od 11. kolovoza 2020. (Wayback Machine) (Španjolska), Association for Heritage Interpretation (UK), Interpretirajmo Hrvatsku (Hrvatska), Interpret Switzerland  Arhivirana inačica izvorne stranice od 29. ožujka 2020. (Wayback Machine) (Švicarska) i Sdružení pro interpretaci místního dědictví (Češka). Interpret Europe potiče razvoj novih nacionalnih udruga za interpretaciju baštine u Europi.

## Vanjske poveznice
- Interpret Europe